# Los tres García
Los tres García és una pel·lícula mexicana del director Ismael Rodríguez, protagonitzada per Pedro Infante, en la qual apareix una família de cognom García, composta una àvia, Luisa García (interpretada per Sara García) i tres nets: Luis Manuel, un prestador altiu i poeta, Luis Antonio, un picaflor alcohòlic i José Luis, un home orgullós i enamorat. Fou estrenada el 1947.
La pel·lícula tracta sobre els plets dels tres cosins que no obstant això la seva rivalitat es tenen en gran estima els uns als altres. Els problemes augmenten quan arriba una cosina llunyana de la qual s'enamoren els tres. Un altre factor de discòrdia és l'aparició dels germans López, que són els responsables de la mort dels pares dels cosins García i amb els quals hi ha hagut una guerra familiar per generacions.

## Sinopsi
Al poble de San Luis de la Paz viuen Luis Antonio (Pedro Infante), José Luis (Abel Salazar) i Luis Manuel (Víctor Manuel Mendoza) García, tres cosins baralladissos que únicament entren en ordre quan la seva àvia, l'enèrgica donya Luisa (Sara García), els cus a bastonades. L'arribada de Lupita Smith (Marga López), cosina dels nois nascuda als Estats Units, deslliga la competència entre ells per conquistar la seva parent rossa. A més, una venjança familiar enfronta als García amb els temibles cosins López.
Però malgrat la seva rivalitat entre ells quan hi ha problemes sempre estan els tres cosins junts, és així que Luis Antonio i Luis Manuel s'aparten del camí perquè el seu cosí José Luis i la seva cosina Lupita siguin feliços.

## Repartiment
- Sara García:donya Luisa García vídua de García
- Pedro Infante: Luis Antonio García
- Abel Salazar: José Luis García
- Víctor Manuel Mendoza: Luis Manuel García
- Marga López: Lupita Smith García
- Carlos Orellana: cura
- Clifford Carr: John Smith
- Fernando Soto «Mantequilla»: Tranquilino
- Antonio R. Frausto: don Cosme, president municipal
- Manuel Arvide: jutge qualificador
- Luis Enrique Cubillán «Pajarote»: un dels López
- José Muñoz: un altre dels López
- Manuel Roche: un altre més dels López
- Paco Martínez: jutge del districte
- Josefina Burgos: Chabela
- José Escanero: Chema
- José Pardavé: Chencho
- Leopoldo Ávila: Margarito
- Ernesto Tanus: gendarme
- Hernán Vera: cantiner
- Manuel Pozos: vell assassinat

## Producció
Los tres García va constituir la tercera i definitiva col·laboració entre el director Ismael Rodríguez i l'actor i cantant Pedro Infante, iniciada dos anys enrere am Escándalo de estrellas (Sopa de estrellas) (1944). El film també va contribuir a consolidar el personatge monolític de la mare «tot-poderosa» encarnat per donya Sara García. En paraules d'Emilio García Riera:
| « | Sara García amb cigar a la boca, bastó a la mà i crucifix a pit i ànima, és no sols el déu tutelar, sinó l'àmbit mateix (tant el poble on tot ocorre com els nets són homònims seus) de dues pel·lícules que Ismael Rodríguez va realitzar amb bona idea de què podia agradar, interessar i commoure al gran públic de barri a les quals van ser en principi dirigides. Per a aquest públic, és alhora afalagadora i tranquil·litzadora l'encarnació de la suprema autoritat en una anciana que llança inapel·lables ordres devotes («primer està la missa!», crida als seus nets), reparteix bastonades, admet la necessitat de violència en els mascles per a fer innocus els seus efectes […] i no dubte a deixar clar quin és el «consentit» […] | » |
| — García Riera, E. (1993). Historia documental del cine mexicano IV: 1946-1948. Guadalajara, México: Universidad de Guadalajara, p. 90. | |   |

Aquest «consentit» de la matriarca García es va convertir, gràcies a aquest film i a la seva immediata seqüela Vuelven los García (1946), en l'indiscutible ídol popular del cinema mexicà. A partir de Los tres García, Infant i Rodríguez encadenarien un èxit darrere l'altre en més d'una dotzena de films inoblidables.
Inventiu alhora que posseïdor d'un infal·lible olfacte comercial, Ismael Rodríguez va combinar en les seves pel·lícules l'experimentació formal amb una base argumental sòlida. A Los tres García, el director va incórrer amb èxit en fantasies delirants, com la successió d'escenes somiades o imaginades pels cosins mentre tracten de seduir la indecisa Lupita (Marga López). Aquests experiments van anticipar la pertorbadora seqüència en la qual el drogoaddicte interpretat per Miguel Inclán se sent assetjat per la mirada de «la paralítica» (María Gentil Arcos) a Nosotros los pobres (1947) i el triomf dels efectes especials «casolans» de Los tres huastecos (1948), film en el qual el director es va donar el luxe de dirigir a tres Pedro Infante per a beneplàcit dels seus múltiples admiradors.
Finalment, en el terreny argumental, Los tres García va significar la triomfal consolidació de la comèdia ranxera, gènere netament mexicà que es va convertir en la carta de presentació del cinema mexicà a l'estranger a partir de Allá en el Rancho Grande (1936).

## Comentaris
Aquest film ocupa el lloc 83 dins de la llista de les 100 millors pel·lícules del cinema mexicà, segons l'opinió de 25 crítics i especialistes del cinema a Mèxic, publicada per la revista Somos en juliol de 1994.